# Brown-Maß
Das Brown-Maß (nicht zu verwechseln mit dem brownschen Maß) ist ein Begriff aus der Funktionalanalysis, der das Spektralmaß für Operatoren in der Typ-II-Von-Neumann-Algebra verallgemeinert. Der Begriff wurde 1983 von Lawrence G. Brown eingeführt. Nach seiner Entdeckung fiel der Begriff in Vergessenheit, bis er 1999 von Uffe Haagerup und Flemming Larsen wiederbelebt und seither intensiv untersucht wurde. Das Brown-Maß findet unter anderem Anwendung in der Theorie der Zufallsmatrizen.

## Brown-Maß
Sei {\displaystyle {\mathcal {M}}} eine von-Neumann-Algebra (auch {\displaystyle W^{*}}-Algebra genannt) mit einem treuen, normalen, Spurzustand {\displaystyle \tau } (englisch faithful, normal, tracial). Für {\displaystyle T\in {\mathcal {M}}} sei {\displaystyle \mu _{|T|}} das Spektralmaß von {\displaystyle |T|=(T^{*}T)^{1/2}} bezüglich {\displaystyle \tau }.
Man nennt folgende Operatordeterminante Fuglede-Kadison-Determinante
{\displaystyle \Delta (T)=\exp \left(\int _{0}^{\infty }\log t\mathrm {d} \mu _{|T|}(t)\right).}
Brown bewies, dass ein eindeutiges Wahrscheinlichkeitsmaß {\displaystyle \mu _{T}} auf {\displaystyle \mathbb {C} } mit kompaktem Träger und der Eigenschaft
{\displaystyle \log \Delta (T-\lambda \mathbf {1} )=\int _{\mathbb {C} }\log |z-\lambda |\mathrm {d} \mu _{T}(z),\quad \lambda \in \mathbb {C} }
existiert. Dieses Maß {\displaystyle \mu _{T}} nennt man Brown-Maß.